# Kopamerra bifurcatus
Kopamerra bifurcatus är en insektsart som beskrevs av Webb 1975. Kopamerra bifurcatus ingår i släktet Kopamerra och familjen dvärgstritar. Inga underarter finns listade i Catalogue of Life.